# Зуні-Пуебло (Нью-Мексико)
Зуні-Пуебло (англ. Zuni Pueblo) — переписна місцевість (CDP) в США, в окрузі Маккінлі штату Нью-Мексико. Населення — 6176 осіб (2020).

## Географія
Зуні-Пуебло розташоване за координатами 35°4′15″ пн. ш. 108°50′54″ зх. д. / 35.07083° пн. ш. 108.84833° зх. д. (35.070744, -108.848351).  За даними Бюро перепису населення США в 2010 році переписна місцевість мала площу 22,92 км², уся площа — суходіл.

## Демографія
Згідно з переписом 2010 року, у переписній місцевості мешкали 6302 особи в 1547 домогосподарствах у складі 1330 родин. Густота населення становила 275 осіб/км².  Було 1672 помешкання (73/км²).
Расовий склад населення:
| - 97,1 % — корінних американців - 1,1 % — білих - 0,3 % — азіатів - 0,1 % — чорних або афроамериканців |

До двох чи більше рас належало 1,0 %. Частка іспаномовних становила 2,6 % від усіх жителів.
За віковим діапазоном населення розподілялося таким чином: 28,5 % — особи молодші 18 років, 63,2 % — особи у віці 18—64 років, 8,3 % — особи у віці 65 років та старші. Медіана віку мешканця становила 32,8 року. На 100 осіб жіночої статі у переписній місцевості припадало 96,6 чоловіків;  на 100 жінок у віці від 18 років та старших — 92,9 чоловіків також старших 18 років.
Середній дохід на одне домашнє господарство  становив 44 442 долари США (медіана — 35 752), а середній дохід на одну сім'ю — 46 016 доларів (медіана — 37 428). Медіана доходів становила 25 956 доларів для чоловіків та 24 080 доларів для жінок. За межею бідності перебувало 37,5 % осіб, у тому числі 42,9 % дітей у віці до 18 років та 38,9 % осіб у віці 65 років та старших.
Цивільне працевлаштоване населення становило 3572 особи. Основні галузі зайнятості: освіта, охорона здоров'я та соціальна допомога — 32,3 %, виробництво — 18,5 %, роздрібна торгівля — 11,6 %, публічна адміністрація — 8,4 %.